# Tœufles
Tœufles est une commune française située dans le département de la Somme, en région Hauts-de-France.
Depuis juillet 2020, la commune fait partie du parc naturel régional Baie de Somme - Picardie maritime.

## Géographie

### Localisation
Tœufles est un village picard du Vimeu.
À vol d'oiseau, la commune est située à 8 km à l'est de Feuquières-en-Vimeu, 10 km au sud-ouest d'Abbeville et à 46 km au nord-ouest d'Amiens.
Le territoire de la commune est limitrophe de ceux de cinq communes.
Les communes limitrophes sont Acheux-en-Vimeu, Béhen, Ercourt, Moyenneville et Tours-en-Vimeu.

### Hydrographie

#### Réseau hydrographique
La commune est située dans le bassin Artois-Picardie. Elle est drainée par la Trie et le Tœufles,.

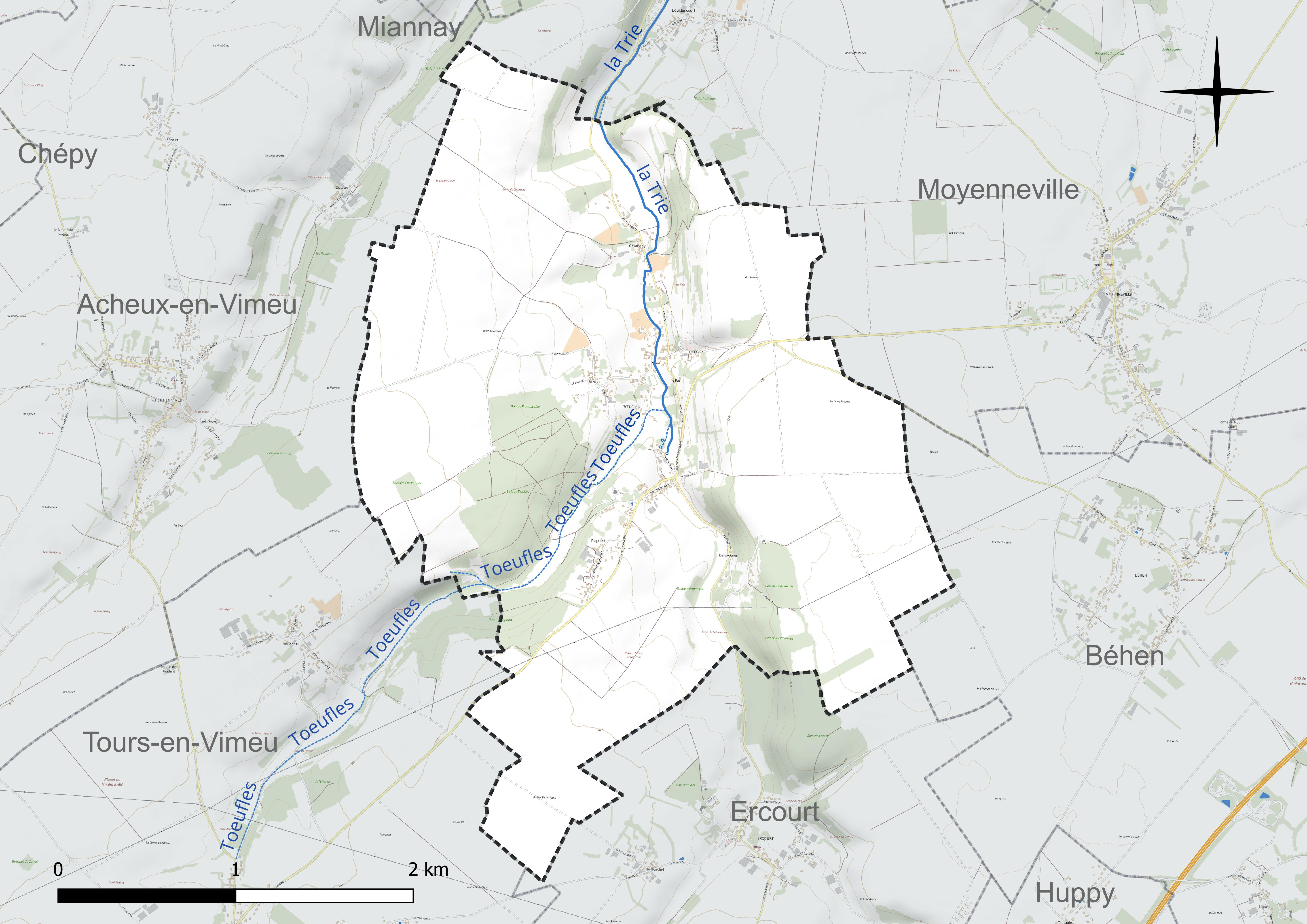
Réseau hydrographique de Tœufles.

#### Gestion et qualité des eaux
Le territoire communal est couvert par le schéma d'aménagement et de gestion des eaux (SAGE) « Somme aval et Cours d'eau côtiers ». Ce document de planification concerne un territoire de 1 835 km2 de superficie, délimité par le bassin versant de la Somme canalisée. Le périmètre a été arrêté le 29 avril 2010 et le SAGE proprement dit a été approuvé le 6 août 2019. La structure porteuse de l'élaboration et de la mise en œuvre est le syndicat mixte d'aménagement hydraulique du bassin versant de la Somme (AMEVA).
La qualité des cours d'eau peut être consultée sur un site dédié géré par les agences de l'eau et l'Agence française pour la biodiversité.

### Climat
Pour des articles plus généraux, voir Climat des Hauts-de-France et Climat de la Somme.
En 2010, le climat de la commune est de type climat océanique franc, selon une étude du CNRS s'appuyant sur une série de données couvrant la période 1971-2000. En 2020, Météo-France publie une typologie des climats de la France métropolitaine dans laquelle la commune est exposée à un climat océanique et est dans la région climatique Côtes de la Manche orientale, caractérisée par un faible ensoleillement (1 550 h/an) ; forte humidité de l'air (plus de 20 h/jour avec humidité relative > 80 % en hiver), vents forts fréquents.
Pour la période 1971-2000, la température annuelle moyenne est de 10,4 °C, avec une amplitude thermique annuelle de 12,4 °C. Le cumul annuel moyen de précipitations est de 866 mm, avec 12,6 jours de précipitations en janvier et 8,3 jours en juillet. Pour la période 1991-2020, la température moyenne annuelle observée sur la station météorologique la plus proche, située sur la commune d'Abbeville à 10 km à vol d'oiseau, est de 11,0 °C et le cumul annuel moyen de précipitations est de 806,2 mm,. Pour l'avenir, les paramètres climatiques de la commune estimés pour 2050 selon différents scénarios d'émission de gaz à effet de serre sont consultables sur un site dédié publié par Météo-France en novembre 2022.

## Urbanisme

### Typologie
Au 1er janvier 2024, Tœufles est catégorisée commune rurale à habitat dispersé, selon la nouvelle grille communale de densité à sept niveaux définie par l'Insee en 2022.
Elle est située hors unité urbaine. Par ailleurs la commune fait partie de l'aire d'attraction d'Abbeville, dont elle est une commune de la couronne,. Cette aire, qui regroupe 73 communes, est catégorisée dans les aires de 50 000 à moins de 200 000 habitants,.

### Occupation des sols
L'occupation des sols de la commune, telle qu'elle ressort de la base de données européenne d'occupation biophysique des sols Corine Land Cover (CLC), est marquée par l'importance des territoires agricoles (84,8 % en 2018), une proportion identique à celle de 1990 (84,8 %). La répartition détaillée en 2018 est la suivante : 
terres arables (59,4 %), prairies (22,2 %), forêts (10,3 %), zones urbanisées (5 %), zones agricoles hétérogènes (3,2 %). L'évolution de l'occupation des sols de la commune et de ses infrastructures peut être observée sur les différentes représentations cartographiques du territoire : la carte de Cassini (XVIIIe siècle), la carte d'état-major (1820-1866) et les cartes ou photos aériennes de l'IGN pour la période actuelle (1950 à aujourd'hui).

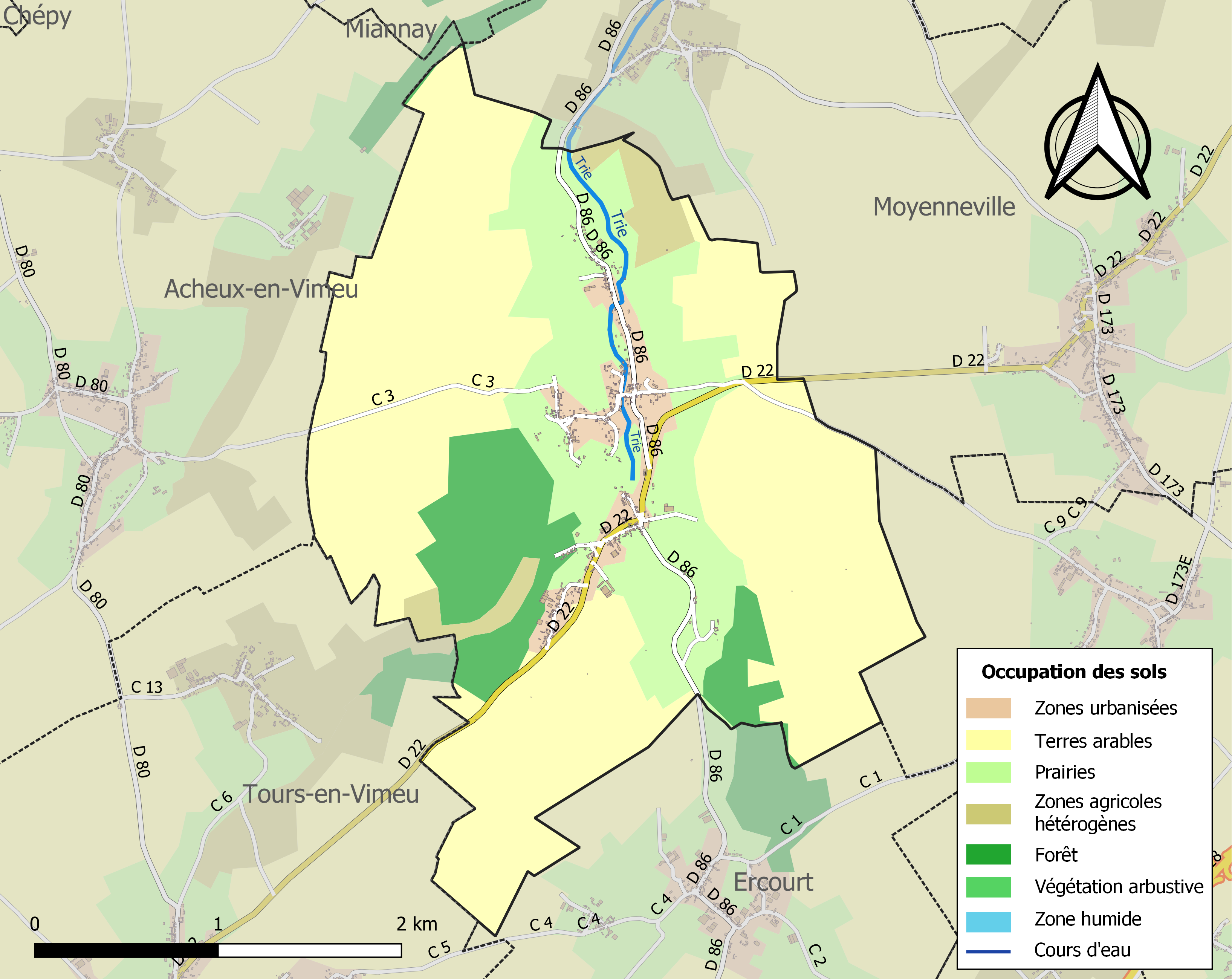
Carte des infrastructures et de l'occupation des sols de la commune en 2018 (CLC).

### Lieux-dits, hameaux et écarts
La commune compte trois hameaux :
- Bellavesne dont les pierres du château ont été emportées outre-Manche par les anciens propriétaires ;
- Rogeant où la Trie prend sa source ;
- Chaussoy où une carrière a longtemps fourni la matière qui a servi à sculpter les nombreuses croix de pierre médiévales du Vimeu, le tuf[17].

### Voies de communication et transports
La localité est desservie par la ligne d'autocars no 3 (Gamaches - Woincourt - Abbeville) du réseau Trans'80, Hauts-de-France, chaque jour de la semaine sauf le dimanche et les jours fériés. La halte est située à Rogeant et la ligne no 21 (Vismes - Abbeville), les jours du marché d'Abbeville, le mercredi et le samedi.

## Toponymie
Le nom de la localité est attesté sous les formes Teufles (1146) ; Tofles (1150) ; Tuefles (1164-1165) ; Touflet (1192) ; Toffles (1166) ; Tueffles et Teuffles (1222) ; Toeuflez (1300-1323) ; Thueffles (1312) ; Tæffles (1337) ; Tæuffle (1337) ; Theoffles (1506) ; Tæufles (1507) ; Touffles (1557) ; Teusle (1638) ; Theufles (1657) ; Truffes (1753) ; Tæufle (1757) ; Teuf (1761) ; Trufles (1763) ; Teuffle (1739) ; Teufle (1739).

## Histoire

### Antiquité
Quatorze cercueils de pierre monolithes sont trouvés en 1866, dans une cour de ferme, à Rogeant. Datés du VIIe siècle, ils sont censés attester de la présence des Francs sur les lieux.

### Féodalité
La première famille qui a détenu le village et a porté son nom est mentionnée du XIIe à la fin du XVe siècle. Les de Fontaines ont ensuite conservé la seigneurie jusqu'au XVIIe siècle.
La terre de « Rogerhant » est acquise en 1505 par Robert de Belloy, écuyer. En 1585, son petit-fils la possède avant qu'elle ne soit cédée en 1612 au seigneur de Saint-Valery.

### Seconde Guerre mondiale
Le 7 janvier 1944, un des vingt-quatre chasseurs-bombardierrs Typhoon en mission de bombardement de la base V1 de Béhen s'écrase sur le territoire communal. Le pilote sera fait prisonnier.

## Politique et administration
| Période                                  | Période                      | Identité          | Étiquette | Qualité                                             |
| ---------------------------------------- | ---------------------------- | ----------------- | --------- | --------------------------------------------------- |
| Les données manquantes sont à compléter. |                              |                   |           |                                                     |
| mars 1962                                | mars 1995                    | Maurice Blondel   |           |                                                     |
| mars 1995                                | mars 2008                    | Jean-Luc Guillot  |           |                                                     |
| mars 2008                                | avril 2014                   | Joëlle Beaudoin   |           |                                                     |
| 5 avril 2014                             | En cours (au 8 octobre 2020) | Christian Magnier | SE        | Agriculteur retraité Réélu pour le mandat 2020-2026 |

## Population et société

### Démographie
L'évolution du nombre d'habitants est connue à travers les recensements de la population effectués dans la commune depuis 1793. Pour les communes de moins de 10 000 habitants, une enquête de recensement portant sur toute la population est réalisée tous les cinq ans, les populations de référence des années intermédiaires étant quant à elles estimées par interpolation ou extrapolation. Pour la commune, le premier recensement exhaustif entrant dans le cadre du nouveau dispositif a été réalisé en 2008.

En 2022, la commune comptait 304 habitants, en évolution de +0,33 % par rapport à 2016 (Somme : −1,26 %, France hors Mayotte : +2,11 %).
| 1793 | 1800 | 1806 | 1821 | 1831 | 1836 | 1841 | 1846 | 1851 |
| ---- | ---- | ---- | ---- | ---- | ---- | ---- | ---- | ---- |
| 565  | 431  | 666  | 557  | 631  | 618  | 594  | 636  | 613  |

| 1856 | 1861 | 1866 | 1872 | 1876 | 1881 | 1886 | 1891 | 1896 |
| ---- | ---- | ---- | ---- | ---- | ---- | ---- | ---- | ---- |
| 596  | 595  | 602  | 634  | 612  | 591  | 586  | 566  | 572  |

| 1901 | 1906 | 1911 | 1921 | 1926 | 1931 | 1936 | 1946 | 1954 |
| ---- | ---- | ---- | ---- | ---- | ---- | ---- | ---- | ---- |
| 543  | 546  | 532  | 448  | 432  | 439  | 385  | 364  | 350  |

| 1962 | 1968 | 1975 | 1982 | 1990 | 1999 | 2006 | 2008 | 2013 |
| ---- | ---- | ---- | ---- | ---- | ---- | ---- | ---- | ---- |
| 365  | 367  | 329  | 305  | 300  | 313  | 287  | 280  | 297  |

| 2018 | 2022 | - | - | - | - | - | - | - |
| ---- | ---- | - | - | - | - | - | - | - |
| 296  | 304  | - | - | - | - | - | - | - |

### Enseignement
Le regroupement scolaire Acheux-Tœufles compte 67 enfants pour l'année 2015-2016 dont 15 enfants de Tœufles.
Acheux héberge une classe de 25 enfants de la petite à la grande section et une autre de 18 élèves du CP au CE1.
Tœufles accueille 24 élèves dans une seule classe.

## Culture locale et patrimoine

### Lieux et monuments
- Église Saint-Valery, du XIIIe siècle, remaniée au XVe siècle. En avril 2009, un nouveau coq est installé sur le clocher.
- Château de Rogeant du XVIIIe siècle.
- Château de Tœufles, daté de 1740[20].
- Château de Chaussoy, dans un parc arboré de deux hectares[20].
- Rivière : vallée de la Trie.
- Les six croix de tuf implantées dans la commune[31]. Une randonnée de 2,5 km, dite le « chemin des croix de tuf » permet leur découverte[32].

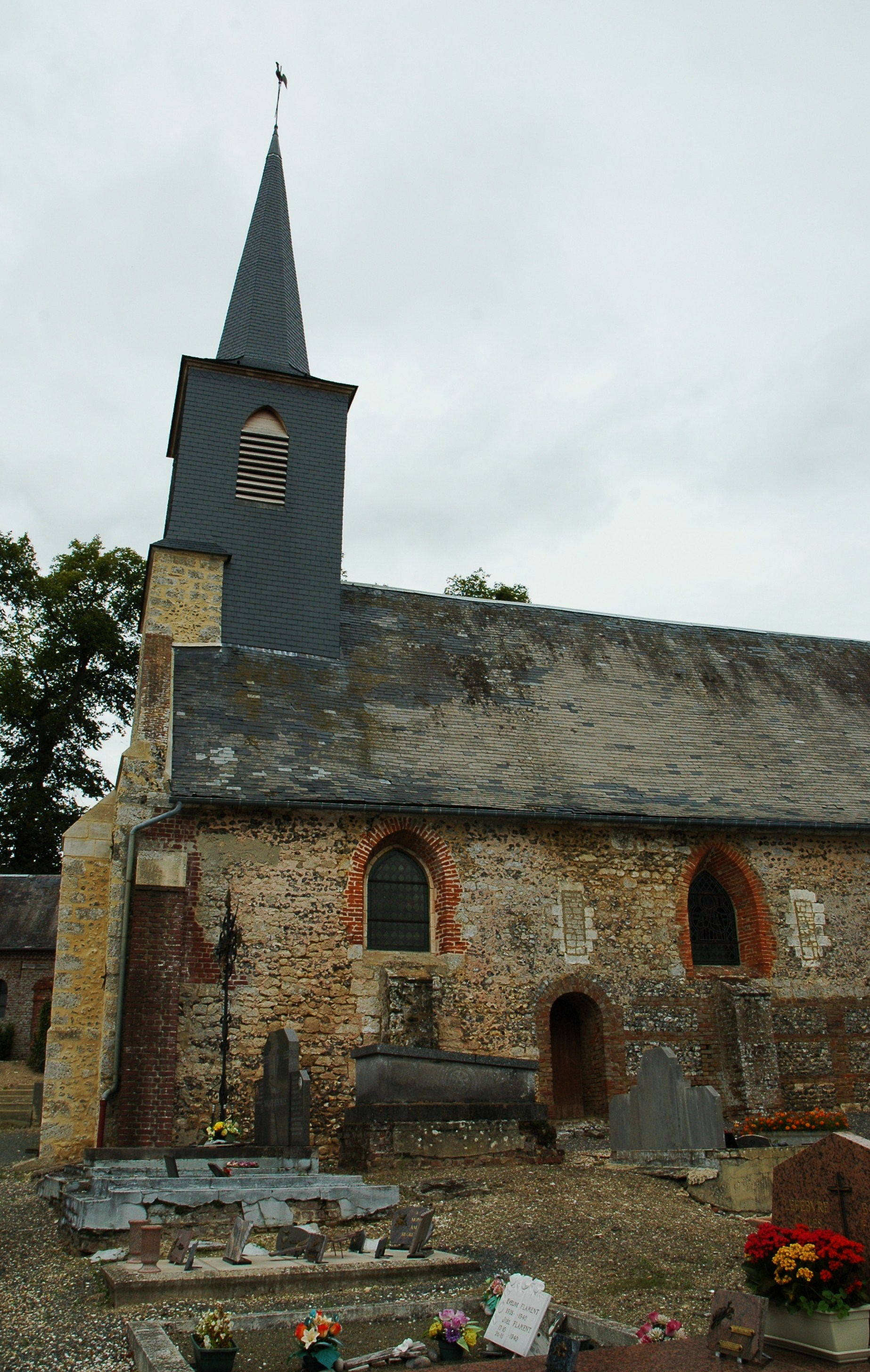
Église Saint-Valery.
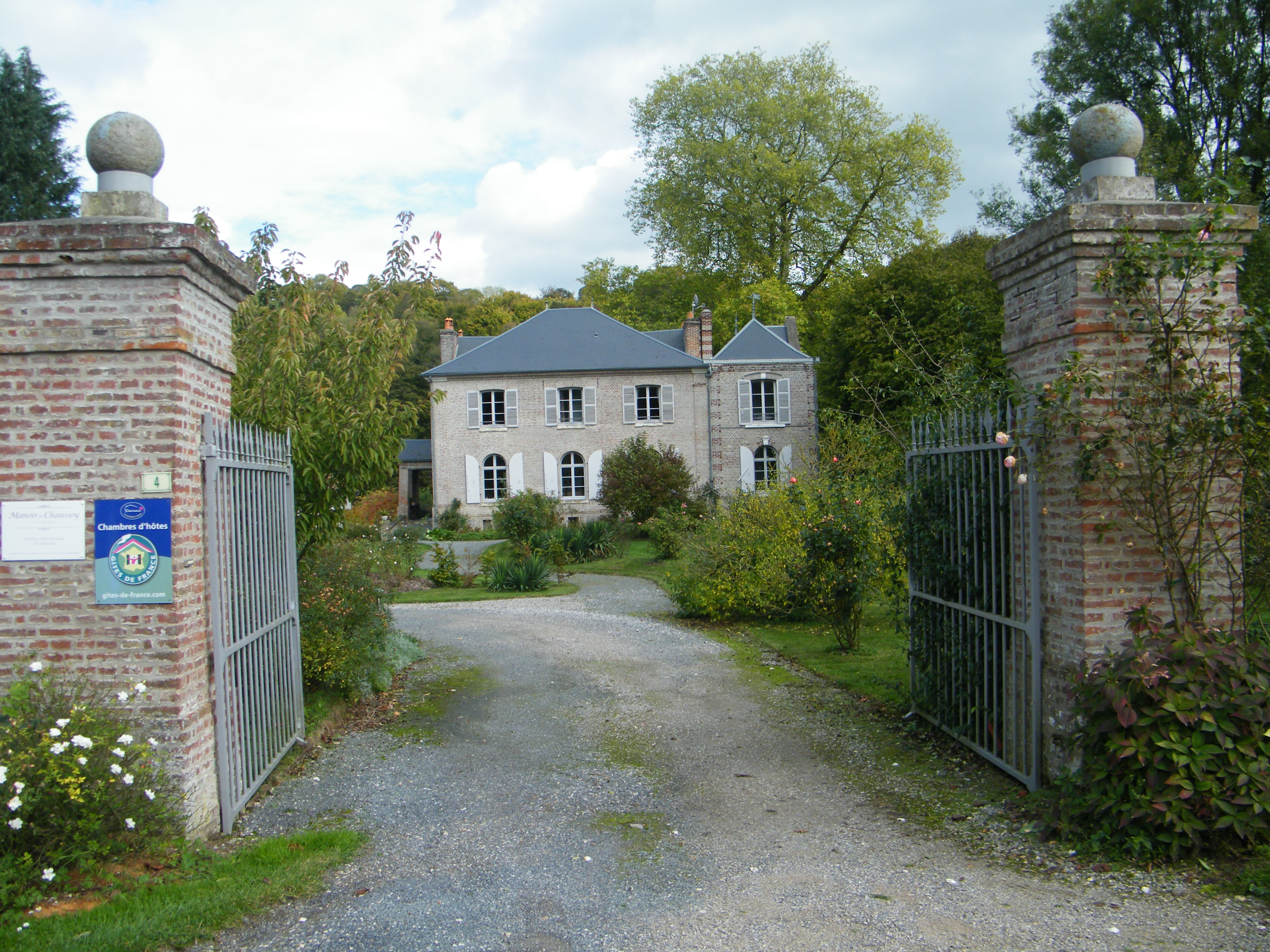
Manoir de Chaussoy.
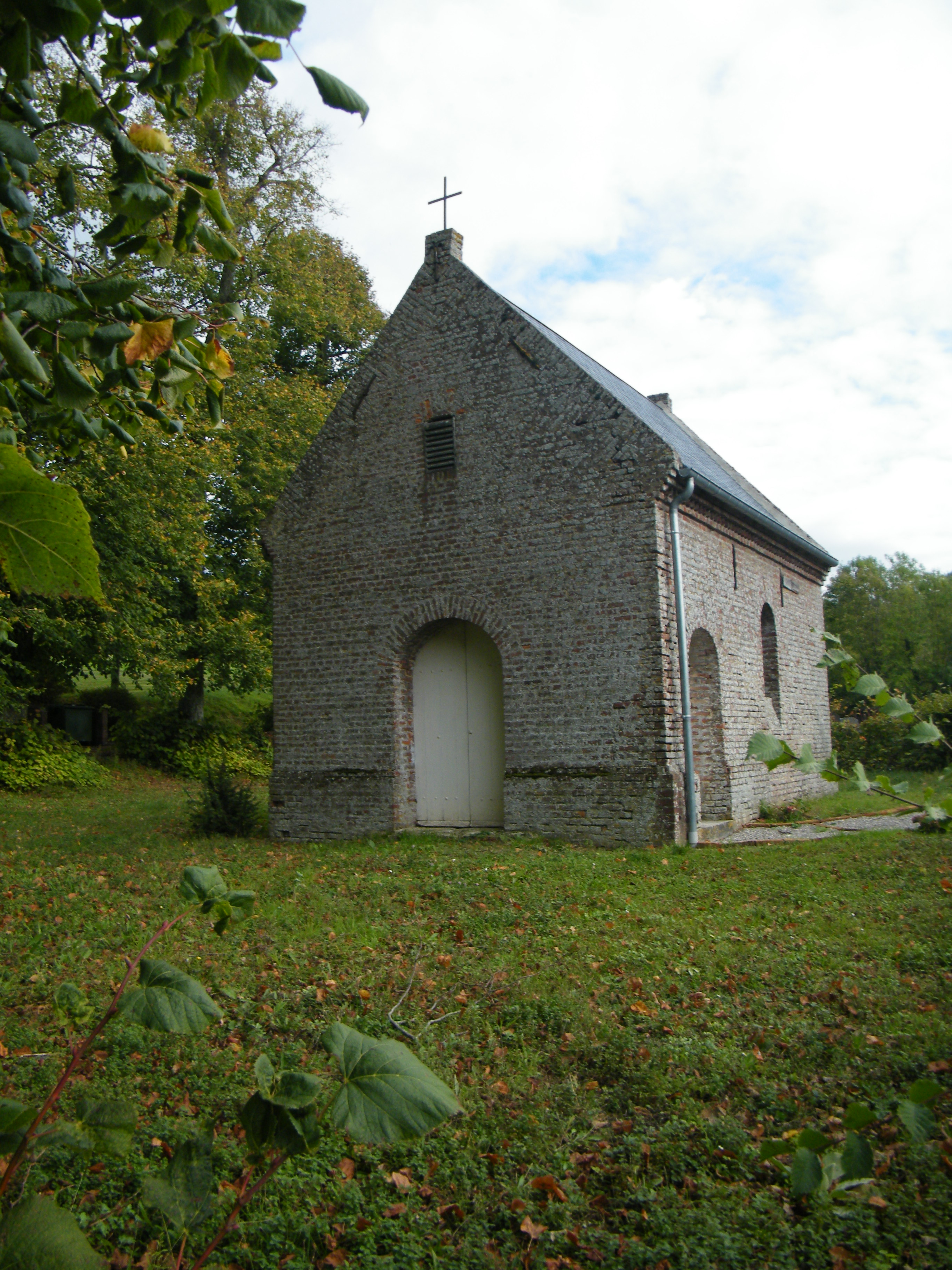
Chapelle du cimetière.
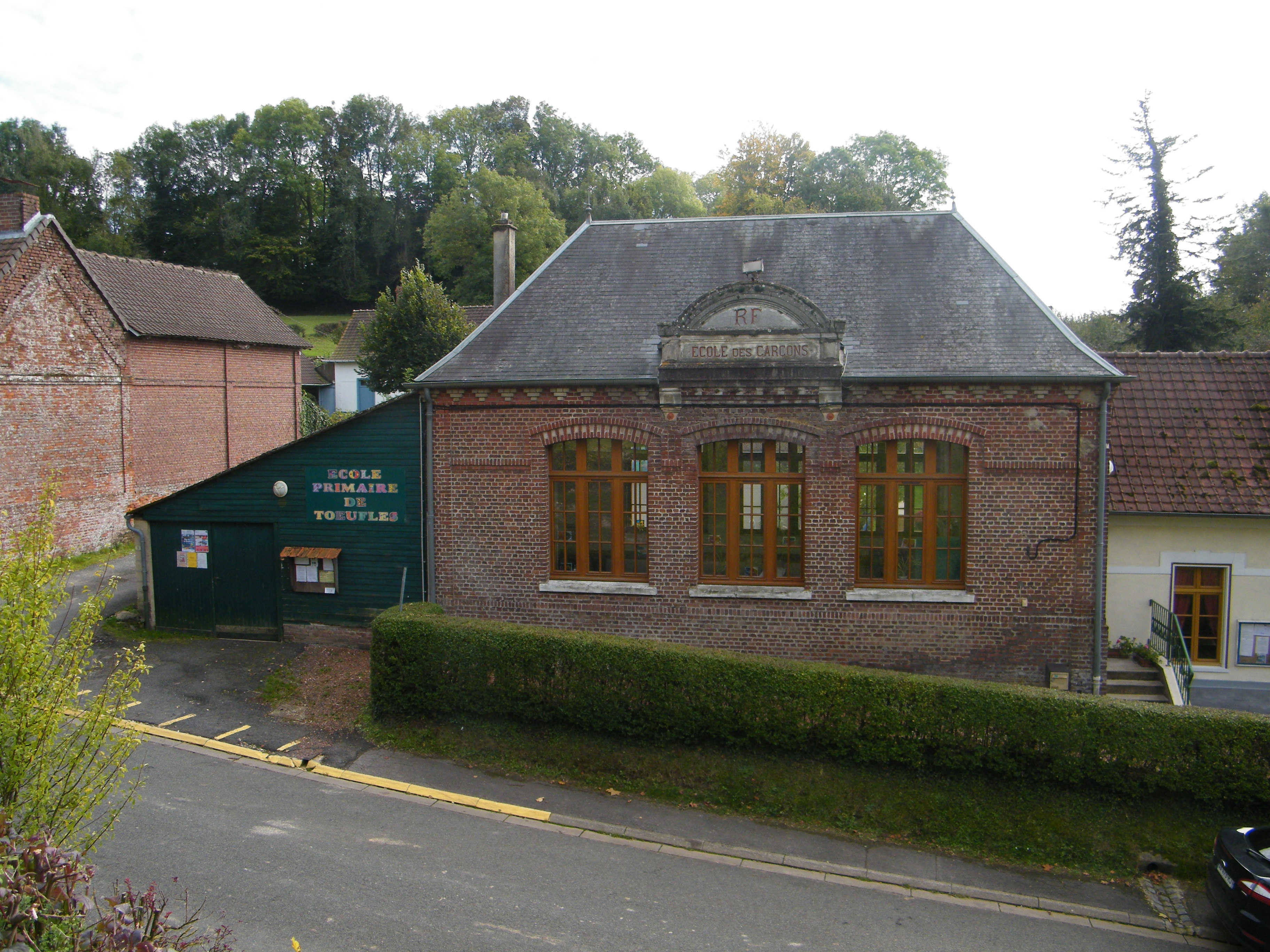
Ancienne école des garçons.

Croix en tuf local.
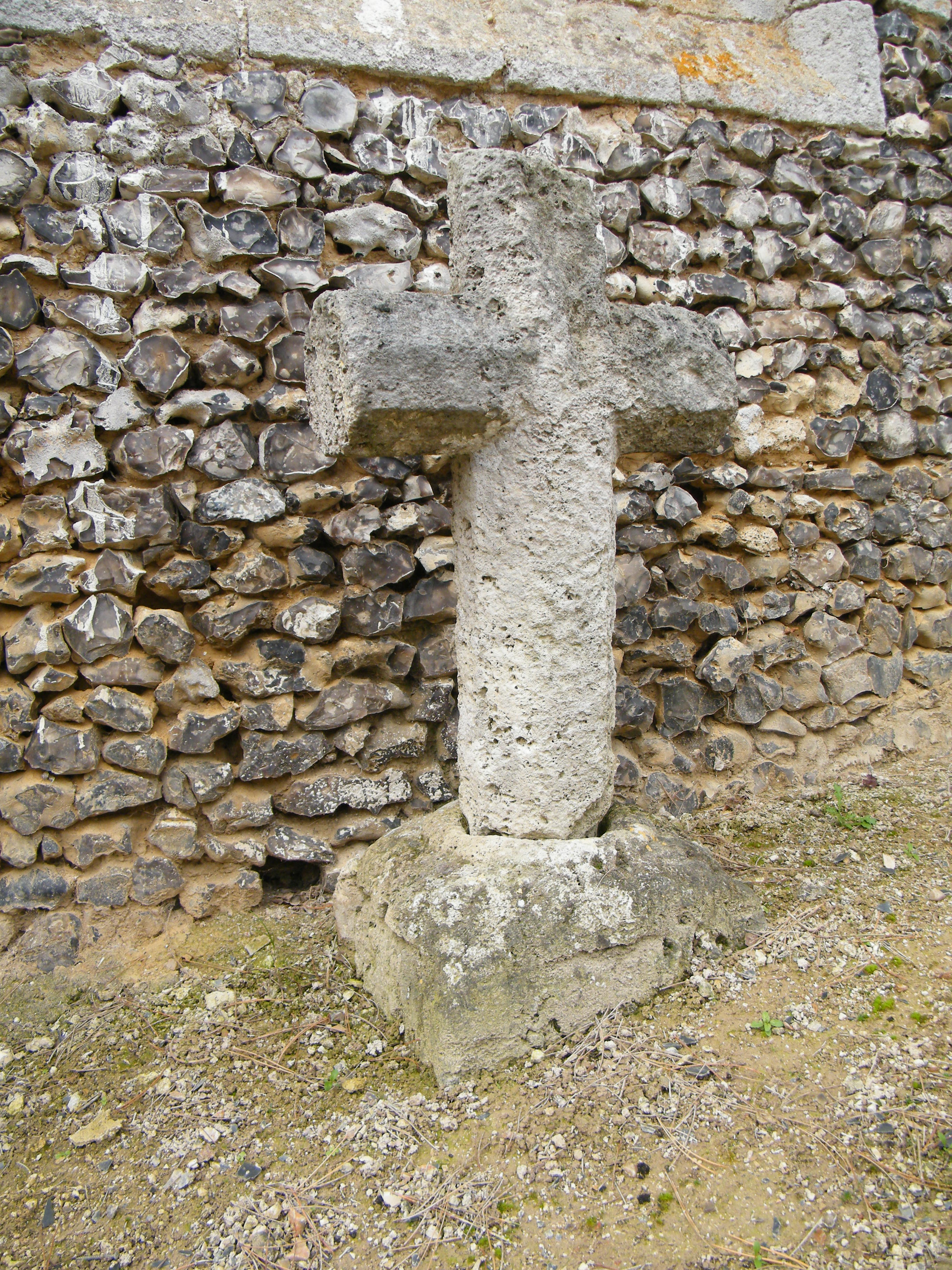
Croix près de l'église.
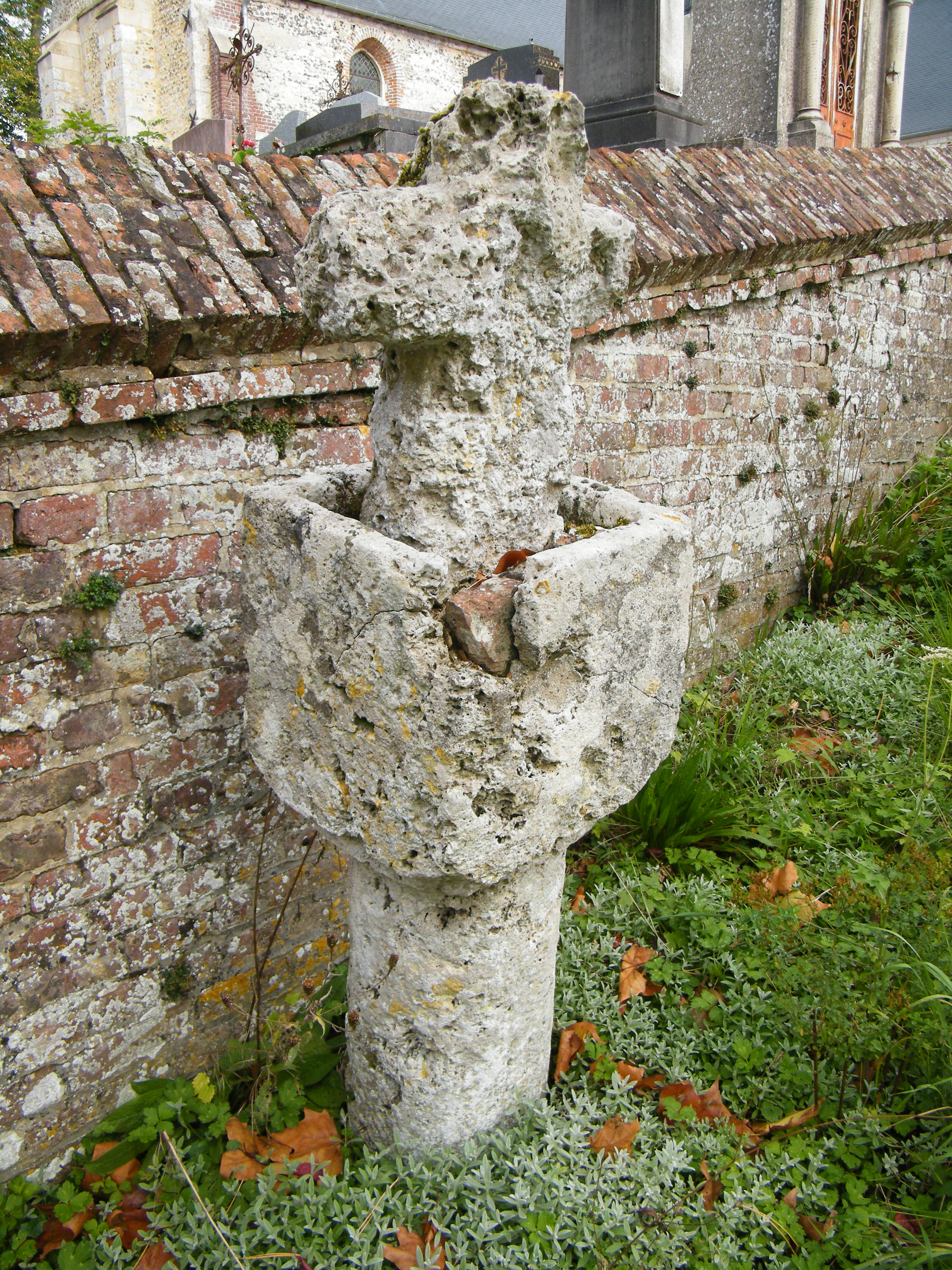
Le long du mur du cimetière.
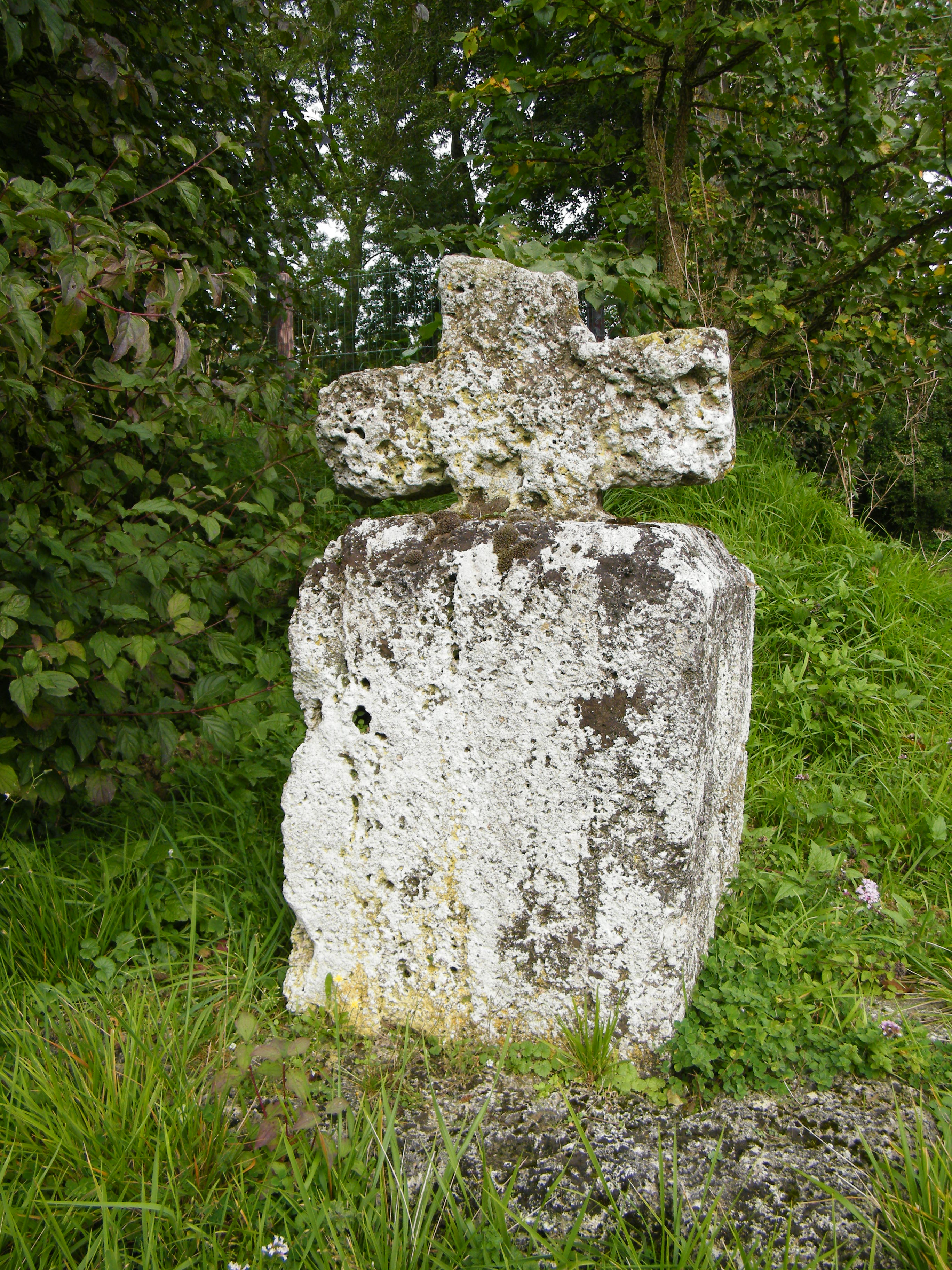
Croix à Chaussoy.
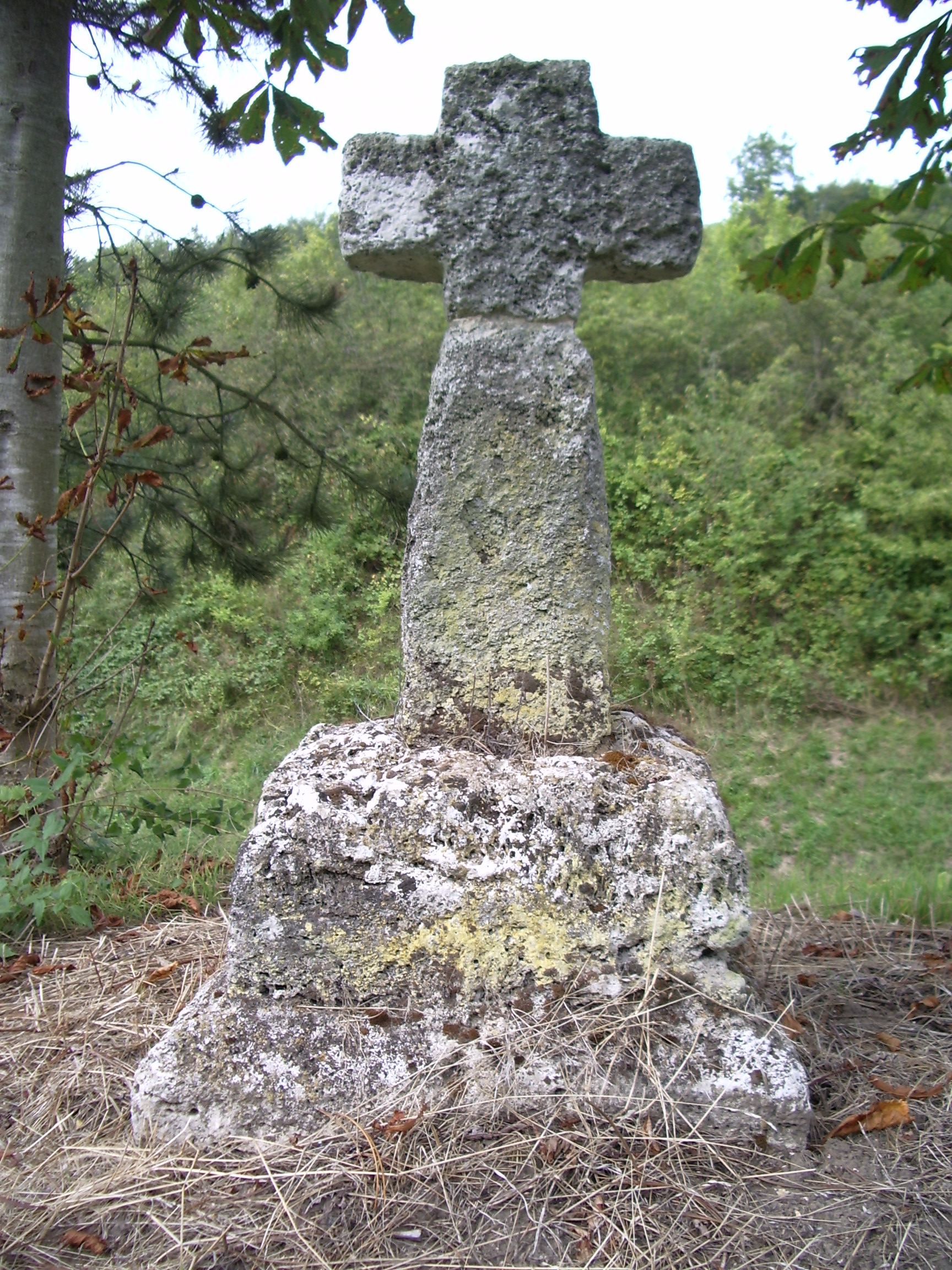
Une des croix de tuf (pierre calcaire) typiques du Vimeu.
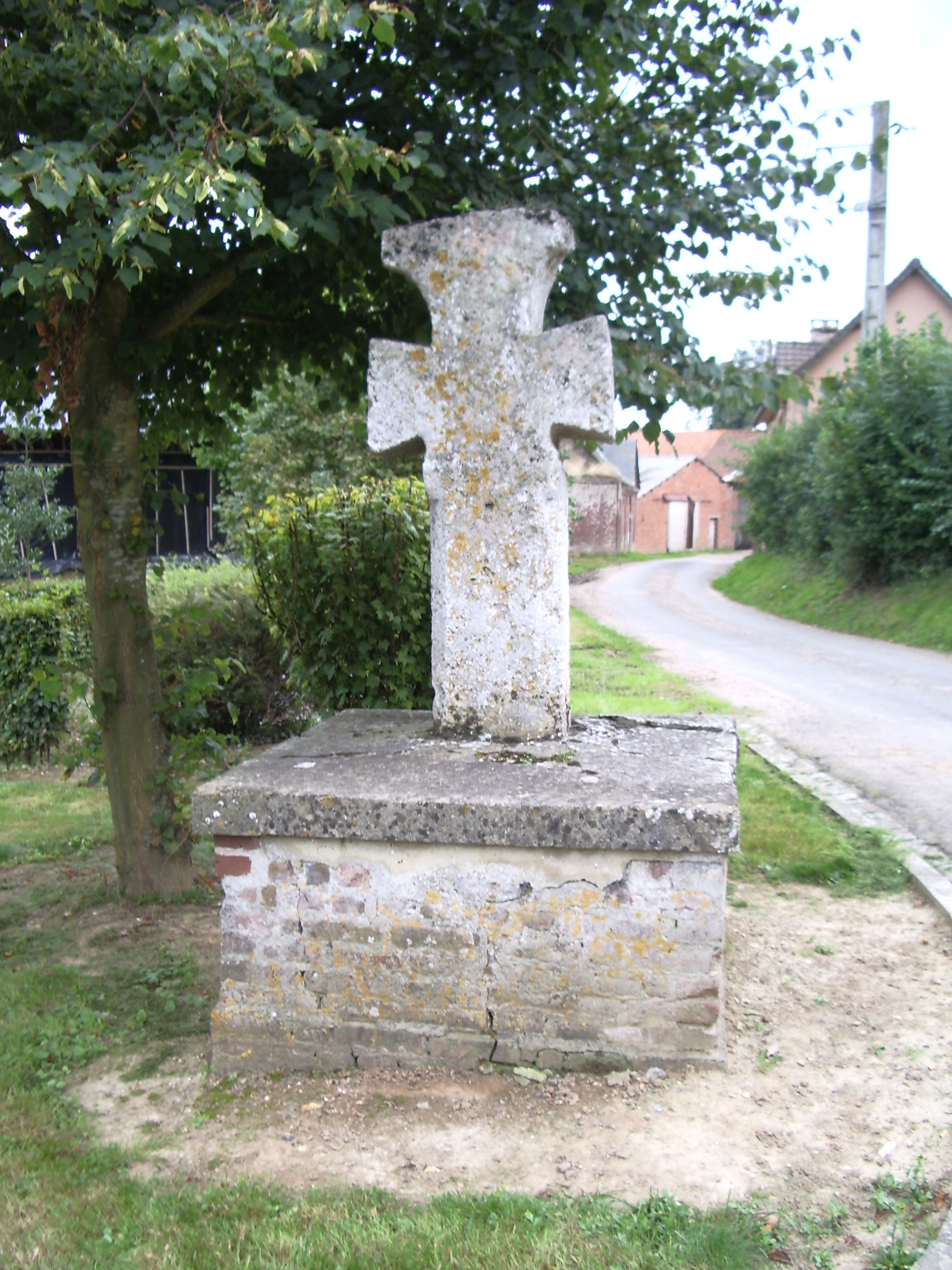
Croix pattée médiévale, patrimoniale, face au château de Tœufles.

### Héraldique
| Blason de Tœufles | Blason  | D'argent aux deux lions affrontés de sable, armés et lampassés de gueules, chargés chacun sur l'épaule d'une fleur de lys du même, soutenant un cœur aussi de gueules. |
| Blason de Tœufles | Détails | La commune a repris le blason de la famille de Tœufles, seigneurs du lieu. Utilisé par la commune, le statut officiel reste à déterminer.                              |

### Personnalités liées à la commune
- Prosper Noizeux (1873-1907), acteur et artiste dramatique, inhumé dans le cimetière de Tœufles.